# Guillermo Antolín y Pajares
Guillermo Antolín y Pajares (Paredes de Nava, província de Palència, 10 de febrer de 1873 - Madrid, 13 de febrer de 1928) fou un religiós i historiador espanyol, acadèmic de la Reial Acadèmia de la Història.
Ingressà a l'Orde de Sant Agustí en el Col·legi de Valladolid, on hi estudià filosofia, el 1888. Estudià teologia al Col·legi de la Vid a Burgos i el 1894 es traslladà al Monestir d'El Escorial, on va rebre les ordes sagrades. El 1900 fou nomenat lector provincial de l'Orde i el 1903 fou nomenat primer bibliotecari del monestir, càrrec que desenvolupà fins a 1925, quan fou nomenat bibliotecari de la Reial Acadèmia de la Història, en la que hi havia entrat com a acadèmic el 1921. Destacà com a bibliògraf, filòleg, historiador i paleògraf. Des de 1921 formà part de la Comissió Permanent de l'Espanya Sagrada de la RAH.

## Obres
- Catálogo de los códices latinos (1910-1923)
- Códices visigóticos del Escorial
- De justo imperio Lusitanorum Asiatico
- La librería de Felipe II : datos para su reconstitución
- Notas acerca de la encuadernación artística del libro en España.